# Venezillo chiapensis
Venezillo chiapensis är en kräftdjursart som beskrevs av Rioja 1955. Venezillo chiapensis ingår i släktet Venezillo och familjen Armadillidae. Inga underarter finns listade i Catalogue of Life.